# 水警訓練學校
水警訓練學校（俗稱少林寺；英文：Marine Police Training School，縮寫：MPTS）隸屬於香港警務處行動處水警總區，為水警總區的主要訓練培育機構，每年為到近1,200名資深及新加入人員提供訓練。

## 歷史
1963年前，水上警察和陸上警察分開召募，機制各自獨立。當時的投考人必須決定投身陸上或者水上崗位，再到不同的召募處應徵，然而進入警察訓練學校接受基本警務課程。然而，水上學習警員被編制為獨立班別，不會與陸上學警一同訓練。此種制度於1960年代中期取消，全部統一接受訓練。
2011年11月31日，電子學習中心啟用，中心設有12台學員電腦及一台導師電腦，電腦載有的電子教材涵蓋船藝、航海及輪機工程，為傳統課堂和實務訓練帶來嶄新而有效果的教授渠道，讓導師與學員可以在電子網絡上互動訓練。例如，可以透過立體空間，模擬輪機房的電子套件作為訓練，模擬情況包括輪機房水浸或火災等等，讓人員可以在安全的環境下學習如何應付緊急情況。此外，訓練教材亦引進了處境練習，幫助學員在船上實務訓練和在應付考核前掌握基本航海技巧。

## 遴選訓練

### 遴選
投考加入水警總區的人員均需要接受遴選。

### 海事訓練學院訓練
成功通過的投考人會進入海事訓練學院接受海上求生、急救及滅火課程。其中滅火課程教授如何撲滅船隻火災，課程分兩部份，第一部份為理論講解，包括燃燒學、船隻上的火災危險、呼吸器使用及灌救船隻火災技巧；第二部份為在模擬船艙舉行的實火訓練。

### 水警幹練證書
成功通過在海事訓練學院舉辦的課程後，投考人會進入水警訓練學校接受為期4週的水警幹練證書（英文：Marine Police Efficiency Certificate，縮寫：MPEC），內容涵蓋航海及輪機範疇，包括學習所有與海事有關係的《香港法例》、《海事條例》及附屬法例、中國國家海事法、國際海事公約及法、船務、海上戰術、繩結、摩斯密碼、海上通訊、瞭望、駕駛、靠泊（以及在颱風下將警輪與浮泡聯繫等等）、拖曳船隻、海圖、雷達、搜索及拯救、消防、急救、吊具操作、燒焊技術、切割技術及密閉空間工作等基本知識；然後進行為期一年的船上實習，其間必須完成海上求生以及小艇操作兩個課程，最終通過考試方能獲得水警幹練證書，成為水警總區正式一員。由水警訓練學校所頒發的證書，均獲得海事處認可。

## 培訓

### 水警舵手及輪機證書
考獲水警幹練證書的人員在完成一年服務後，會接受各為期8週、合共16週的輪機及舵手訓練課程，以考取水警舵手證書（英文：Marine Police Coxswain Certificate，縮寫：MPCC）及水警輪機證書（英文：Marine Police Technical Certificate，縮寫：MPTC）雙證書。若然警員期間晉升為警長，在獲得一年經驗後，可以選擇投身航海及指揮或者機械主管的職務，及接受為期一年的培訓，然後考取水警航海及指揮證書，成為警輪或者輪機指揮官。完成上述考核，最少需時5年。

### 水警戶外監察訓練課程
水警戶外監察訓練課程（英文：Rural Observation Posts Training Course）內容包括講學以及實習，以提高人員對戶外監察的認識及技巧，包括策劃戶外監察行動、尋找適當位置作為戶外監察場地、搭建隱蔽的戶外監察站、通報及紀錄的技巧，以至戶外監察站的運作等等。

### 警察導向戰術急救醫療課程
警察導向戰術急救醫療課程（英文：Police Oriented Tactical Emergency Medicine Course，縮寫：POTEM）於2006年11月起教授，由香港警察學院的3位醫療顧問設計，分別是醫院管理局新界東醫院聯網急症科統籌專員暨雅麗氏何妙齡那打素醫院急症科部門主管陳德勝醫生、新界西醫院聯網矯型及創傷學組聯網部門主管周育賢醫生和香港中文大學外科學系意外及急救醫學教學單位的郭浩祺教授，為專業化的戰術急救訓練]課程，分為3個層次──初級、基本以及高級訓練，用以專門分別培育訓練部分香港警務處部門的警務人員，人員接受訓練後會成為警察醫療員（英文：Police Medic），在戰術環境、突發事故或者災難現場發生時為到傷者提供緊急醫療服務，避免救援及緊急醫療隊伍可能因為環境、時間及能力的阻礙而無辦法第一時間深入現場照顧傷者，延誤救治。
水警總區人員需要接受當中為期兩日的初級訓練課程，課程內容涵蓋日常警察事務期間所遇到的受傷事故，包括急救醫療集體打鬥所引起的創傷、爆炸或從高處墮下受傷以及四肢骨折等等技巧。

### 中型巡邏警輪導師培訓課程
中型巡邏警輪導師培訓課程（英文：Train-the-Trainer Course on the Medium Patrol Launch）為期3日，旨在協助人員更有系統及有效率地將中型巡邏警輪一切相關技術和知識傳授給經驗比較淺的人員。

## 軼事
每期香港警察學院畢業班中，有約20名人員會投考加入水警總區。

## 相關參見
- 香港警察學院
- 消防處潛水基地
- 海事處訓練中心
- 海事訓練學院
- 公安海警学院